# 塞貢多弗倫特

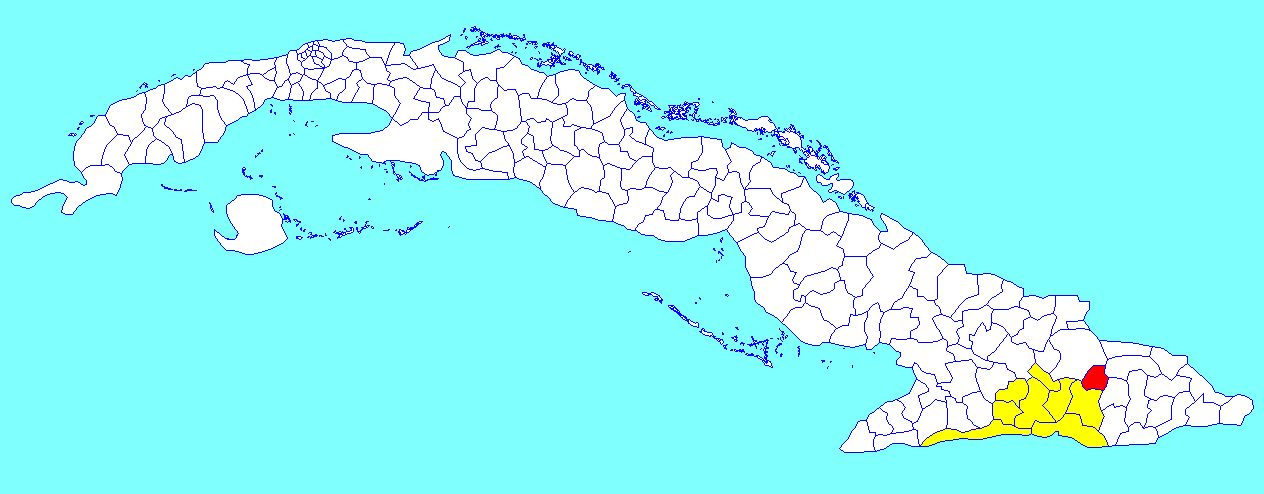

20°24′43″N 75°31′43″W / 20.41194°N 75.52861°W
塞貢多弗倫特（西班牙語：Segundo Frente），是古巴的城鎮，位於該國東南部，由聖地亞哥省負責管轄，面積540.2平方公里，海拔高度180米，2005年人口40,885，人口密度每平方公里75.7人。